# Lincolnville (Kansas)
Lincolnville – miasto w Stanach Zjednoczonych, w stanie Kansas, w hrabstwie Marion.